# Perfil tèrmic

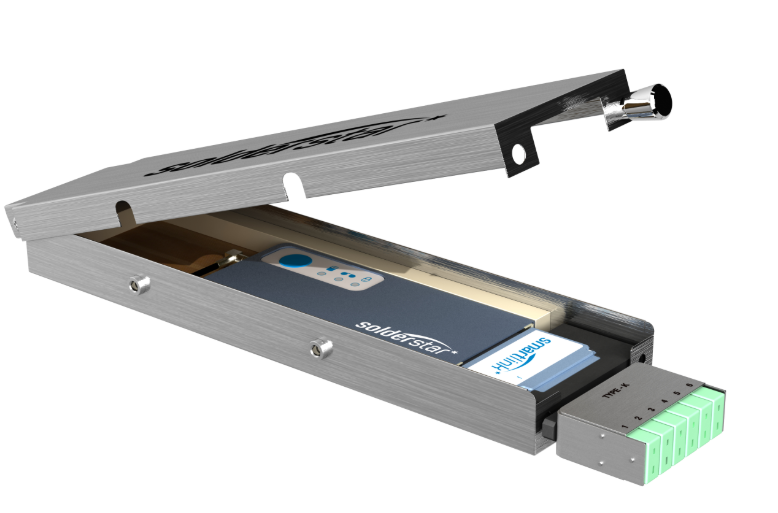
Datalogger compacte utilitzat per a la captura de perfils tèrmics d'un forn de reflux

Un perfil tèrmic és un conjunt complex de dades temps-temperatura associades normalment a la mesura de temperatures tèrmiques en un forn (per exemple: forn de reflux). El perfil tèrmic sovint es mesura al llarg de diverses dimensions, com ara pendent, remull, temps per sobre de liquidus (TAL) i pic.

Una representació gràfica de l'índex de la finestra de procés per a un perfil tèrmic

Un perfil tèrmic es pot classificar segons com s'adapta a una finestra de procés (l'especificació o el límit de tolerància). Els valors de temperatura en brut es normalitzen en termes de percentatge relatiu tant a la mitjana del procés com als límits de la finestra. El centre de la finestra de procés es defineix com a zero i les vores extremes de la finestra de procés són ±99%. Un índex de finestra de procés (PWI) superior o igual al 100% indica que el perfil està fora de les limitacions del procés. Un PWI del 99% indica que el perfil es troba dins de les limitacions del procés, però s'executa a la vora de la finestra del procés. Per exemple, si la mitjana del procés s'estableix en 200 °C amb la finestra de procés calibrada a 180 °C i 220 °C respectivament, després un valor mesurat de 188 °C es tradueix en un índex de finestra de procés de − %.

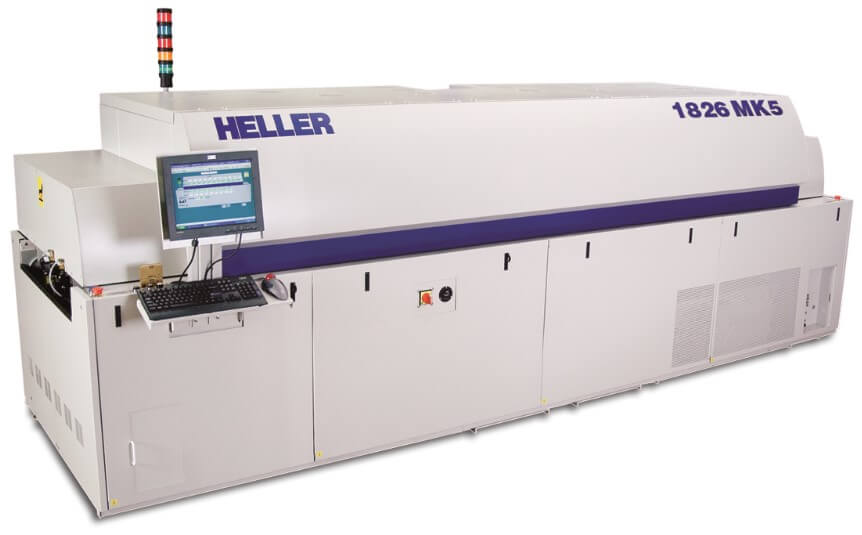
Un forn de reflux industrial de convecció.

El mètode s'utilitza en una varietat de processos industrials i de laboratori, incloent el muntatge de components electrònics, optoelectrònica, òptica, enginyeria bioquímica, ciència dels aliments, descontaminació de residus perillosos, i anàlisi geoquímica.

## Soldadura de productes electrònics
Un dels principals usos d'aquest mètode és la soldadura de conjunts electrònics. Actualment s'utilitzen dos tipus principals de perfils: el Ramp-Soak-Spike (RSS) i el Ramp to Spike (RTS). En els sistemes moderns, les pràctiques de gestió de la qualitat a les indústries manufactureres han produït algorismes de procés automàtic com ara PWI, on els forns de soldadura vénen precarregats amb una àmplia electrònica i entrades programables per definir i perfeccionar les especificacions del procés. Mitjançant algorismes com ara PWI, els enginyers poden calibrar i personalitzar els paràmetres per aconseguir una variació mínima del procés i una taxa de defectes propera a zero.

### Procés de reflux
En la soldadura, un perfil tèrmic és un conjunt complex de valors de temps i temperatura per a una varietat de dimensions de procés com ara pendent, remull, TAL i pic. La pasta de soldadura conté una barreja de metall, flux i dissolvents que ajuden al canvi de fase de la pasta de semisòlida a líquida a vapor; i el metall de sòlid a líquid. Per a un procés de soldadura eficaç, la soldadura s'ha de dur a terme en condicions acuradament calibrades en un forn de reflux. Descripció detallada del forn de reflux de convecció

[http://www.hellerindustries.com/reflow-1826.php Característiques Ramp-Soak-Spike

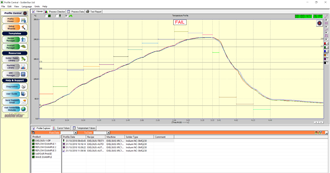
[http://www.hellerindustries.com/reflow-1826.php Dades de temperatura del perfil representades en funció de la configuració del forn de reflux

Hi ha dos tipus de perfils principals que s'utilitzen actualment en soldadura:
1. The Ramp-Soak-Spike (RSS)
2. Rampa fins a la punta (RTS)